# Irán en los Juegos Olímpicos de Sídney 2000
Irán estuvo representado en los Juegos Olímpicos de Sídney 2000 por un total de 33 deportistas, 32 hombres y una mujer, que compitieron en 12 deportes.
El portador de la bandera en la ceremonia de apertura fue el luchador Amir Reza Jadem.

## Medallistas
El equipo olímpico iraní obtuvo las siguientes medallas:
| Nombre           | Deporte      | Competición |
| ---------------- | ------------ | ----------- |
| Oro              |              |             |
| Hosein Tavakoli  | Halterofilia | 105 kg M    |
| Hosein Rezazadeh | Halterofilia | +105 kg M   |
| Alireza Dabir    | Lucha libre  | 58 kg M     |
| Plata            |              |             |
| —                |              |             |
| Bronce           |              |             |
| Hadi Saei        | Taekwondo    | –68 kg M    |